# Surinaamse parlementsverkiezingen 2010
De Surinaamse parlementsverkiezingen van 2010 werden gehouden op 25 mei 2010. Tijdens de verkiezingen werden de leden van de De Nationale Assemblée gekozen. Aan de verkiezingen namen negen partijen deel.  

## Achtergrond
Er was veel ophef rondom de deelname van Desi Bouterse. Deze maakte met zijn Nationale Democratische Partij deel uit van de Megacombinatie, een politieke alliantie die ook voorgezeten werd door Desi Bouterse.  
Zijn grootste tegenstander was het Nieuw Front, de politieke alliantie van de toen zittend president Ronald Venetiaan van de NPS, die voor nóg een termijn wilde gaan. Bij de vorige verkiezingen van 2005 maakte de Pertjajah Luhur van Paul Somohardjo nog deel uit van het Nieuw Front, maar deze besloot de verkiezingen van 2010 zelfstandig in te gaan. Venetiaan sloot elke samenwerking met Bouterse uit en herinnerde de kiezer regelmatig aan de dictatuur in Suriname onder leiding van Bouterse in de jaren tachtig en de Decembermoorden.

## Uitslag
Bij de parlementsverkiezingen van mei 2010 behaalde de Mega Combinatie 23 van de 51 zetels. Het Nieuw Front eindigde op 14 zetels, een forse nederlaag van 9 zetels; hiervan verloor de NPS 4 zetels, en de SPA 1 zetel ten opzichte van de vorige verkiezingen. Ook verloor het Nieuw Front de 6 zetels van de afgescheiden Pertjajah Luhur. Na deze verkiezingsnederlaag gaf Venetiaan in 2012 het voorzitterschap van het Nieuw Front over aan Chan Santokhi. Venetiaan zelf werd parlementslid en bleef dit tot 2013.
Na de verkiezingen sloot Bouterse een coalitie met de A Combinatie van Ronnie Brunswijk en de Pertjajah Luhur van Paul Somohardjo en was daarmee in staat een regering te vormen. Om bij de presidentsverkiezingen in het parlement gekozen te worden als president is een tweederdemeerderheid van het totaal aantal zetels nodig (34 zetels of meer). Met steun van zijn eigen partij (23 zetels), de A-Combinatie (7 zetels) en de Pertjajah Luhur (6 zetels) lukte het Bouterse om deze meerderheid te verkrijgen. Bouterse werd op 19 juli gekozen als president van Suriname, samen met Robert Ameerali, namens de A Combinatie, als vicepresident van Suriname.
| Allianties en partijen | Stemmen | %      | Zetels              |
| --- | ------- | ------ | ------------------- |
| Megacombinatie - Nationale Democratische Partij (NDP) - Kerukunan Tulodo Pranatan Inggil (KTPI) - Nieuw Suriname (NS) - Progressieve Arbeiders- en Landbouwers Unie (PALU)     | 95.543  | 40,22  | 23 - 18 - 2 - 2 - 1 |
| Nieuw Front (NF) - - Nationale Partij Suriname (NPS) - Vooruitstrevende Hervormingspartij (VHP) - Surinaamse Partij van de Arbeid (SPA) - Democratisch Alternatief '91 (DA'91) | 75.190  | 31,65  | 14 - 8 - 4 - 1 - 1  |
| VolksAlliantie - Pertjajah Luhur (PL) | 30.844  | 12,98  | 6 - 6               |
| Democratie en Ontwikkeling in Eenheid (DOE) | 12.085  | 5,09   | 1                   |
| BVD/PVF Combinatie - Basispartij voor Vernieuwing en Democratie (BVD) - Politieke Vleugel van de FAL (PVF)                                                                     | 12.043  | 5,07   | 0                   |
| A Combinatie (AC) - Algemene Bevrijdings- en Ontwikkelingspartij (ABOP) - Broederschap en Eenheid in de Politiek (BEP) - SEEKA                                                 | 11.176  | 4,70   | 7                   |
| Democratische Unie Suriname (DUS) | 284     | 0,12   | 0                   |
| Permanente Voorspoed Republiek Suriname (PVRS) | 261     | 0,11   | 0                   |
| Nationale Unie (NU) | 149     | 0,06   | 0                   |
| Totaal | 237.575 | 100,00 | 51                  |

|            | NDP | VHP | PL | NPS | BEP | ABOP | KTPI | NS | DOE | DA'91 | SPA | PALU | totaal |
| ---------- | --- | --- | -- | --- | --- | ---- | ---- | -- | --- | ----- | --- | ---- | ------ |
| Brokopondo | 1   |     |    |     | 2   |      |      |    |     |       |     |      | 3      |
| Commewijne | 1   | 1   | 2  |     |     |      |      |    |     |       |     |      | 4      |
| Coronie    | 1   |     |    |     |     |      |      |    |     |       |     | 1    | 2      |
| Marowijne  | 1   |     |    |     |     | 2    |      |    |     |       |     |      | 3      |
| Nickerie   | 1   | 1   | 1  |     |     |      | 1    | 1  |     |       |     |      | 5      |
| Para       | 2   |     |    | 1   |     |      |      |    |     |       |     |      | 3      |
| Paramaribo | 6   | 2   | 1  | 3   |     |      | 1    | 1  | 1   | 1     | 1   |      | 17     |
| Saramacca  | 1   | 1   | 1  |     |     |      |      |    |     |       |     |      | 3      |
| Sipaliwini | 1   |     |    |     | 2   | 1    |      |    |     |       |     |      | 4      |
| Wanica     | 3   | 3   | 1  |     |     |      |      |    |     |       |     |      | 7      |
| totaal     | 18  | 8   | 6  | 4   | 4   | 3    | 2    | 2  | 1   | 1     | 1   | 1    | 51     |

#### Verschillen ten opzichte van 2005
- In Brokopondo ging NDP van 2 zetels terug naar 1 zetel, en BEP ging van 1 zetel naar 2 zetels.
- In Commewijne verloor KTPI haar zetel, en NDP verkreeg 1 zetel. PL behield 2 zetels, en VHP behield 1 zetel.
- In Coronie verloor NPS haar zetel, en PALU verkreeg 1 zetel. NDP behield haar zetel.
- In Marowijne ging ABOP van 1 zetel naar 2 zetels. BEP en PL verloren hun zetels, en NDP verkreeg 1 zetel.
- In Nickerie behielden NDP en VHP hun zetel. NPS verloor haar zetel, en PL verkreeg 1 zetel. DNP 2000 en PVF verloren hun zetel, KTPI en NS kregen allebei 1 zetel.
- In Para verloor PL haar zetel, en ging NDP van 1 naar 2 zetels. NPS behield haar zetel.
- In Paramaribo ging NDP van 5 zetels naar 6 zetels, en verloren DNP 2000 en BEP hun zetels. NPS, VHP, DA'91 en SPA behielden hun zetels. DOE, KTPI en NS verkregen allemaal 1 zetel. PL ging terug van 2 zetels naar 1 zetel.
- In Saramacca verloor PVF haar zetel, en verkreeg PL 1 zetel. NDP en VHP behielden hun zetels.
- In Sipaliwini ging NDP van 2 zetels terug naar 1 zetel. BEP ging van 1 zetel naar 2 zetels. NPS verloor haar zetel, en ABOP verkreeg 1 zetel.
- In Wanica ging NDP van 2 zetels naar 3 zetels, en wist VHP haar 3 zetels te behouden. NPS en BVD verloren hun zetel, en PL verkreeg 1 zetel.

#### Conclusies
- NPS verloor een zetel in Coronie, Nickerie, Sipaliwini en Wanica. In Paramaribo en Para wist de partij hun zetelaantal te handhaven.
- NDP verloor een zetel in Sipaliwini en Brokopondo, en wist een nieuwe zetel te behalen in Commewijne en Marowijne. De partij wist het zetelaantal te behouden in Saramacca, Nickerie en Coronie. Er werd een extra zetel behaald in Wanica, Paramaribo en Para.

## Leden van De Nationale Assemblée na verkiezingen 2010
De 51 leden van De Nationale Assemblée per juni 2010 en het aantal stemmen dat zij bij de parlementsverkiezingen van 25 mei 2010 gehaald hebben:
| Etnische achtergrond | Etnische achtergrond | %     |
| -------------------- | -------------------- | ----- |
| Hindoestaan          | 17                   | 33,33 |
| Creool               | 11                   | 21,57 |
| Marron               | 10                   | 19,61 |
| Javaan               | 9                    | 17,65 |
| Chinees              | 2                    | 3,92  |
| Inheems              | 2                    | 3,92  |
| Totaal:              | 51                   | 51    |

#### NDP (18)
- Desi Bouterse: 18.322 – Creool (opgevolgd door Henk Ramnandanlal (PALU) op 20 september 2010)
- Jennifer Geerlings-Simons: 11.119 – Creool
- Charles Pahlad: 8197 – Hindoestaan
- drs. André Misiekaba: 6706 – Marron
- Rabin Parmessar: 5.027 – Hindoestaan (door Joan Dogojo (NDP) op 30 juli 2013)
- Lesley Artist: 3.720 – Inheems
- Theo Vishnudatt: 2.498 – Hindoestaan
- Rashied Doekhi: 1.966 – Hindoestaan
- Frits Moesafirhoesein: 1.908 – Hindoestaan
- Melvin Bouva: 1.804 – Creool
- Jenny Warsodikromo: 1.787 – Javaan
- Hugo Jabini: 1.300 – Marron
- Ricardo Panka: 1.163 – Creool
- Ramses Kajoeramari: 1.051 – Inheems
- Remie Tarnadi: 205 – Javaan
- Amzad Abdoel: 794 – Hindoestaan
- Frederik Finisie: 789 – Marron
- Noreen Cheung: 195 – Chinees

#### KTPI (2)
- Refano Wongsoredjo, onderwijzer: 910 – Javaan
- Oesman Wangsabesari: 474 – Javaan

#### NS (2)
- Prem Lachman, huisarts: 2.235 – Hindoestaan
- Harish Monorath, advocaat en onderwijzer: 767 – Hindoestaan

#### PALU (1)
- Anton Paal, vakbondsleider: 806 – Creool

### Nieuw Front

#### VHP (8)
- Chan Santokhi: 14.416 – Hindoestaan
- Ganeshkoemar Kandhai, jurist: 9.361 – Hindoestaan
- Lekhram Soerdjan, landbouwkundige: 2.745 – Hindoestaan
- Sheilendra Girjasing: 2.199 – Hindoestaan
- Mahinder Jogi, onderwijzer: 1.751 – Hindoestaan

- Radjkoemar Randjietsingh, jurist en minister van Openbare Werken (1991-1996): 1.465 – Hindoestaan
- Mahinder Rathipal: 820 – Hindoestaan
- drs. Asis Gajadien, onderwijzer: 780 – Hindoestaan

#### NPS (4)
- Ronald Venetiaan: 12.370 (opgevolgd door Hesdy Pigot op 22 november 2013) – Creool
- Ruth Wijdenbosch, ondervoorzitter DNA: 1.960 – Creool
- mr. Patrick Kensenhuis: 1.431 – Creool
- Arthur Tjin-A-Tsoi: 905 – Chinees

#### SPA (1)
- Guno Castelen, directeur Dienst Havenbeheer en minister van Transport, Communicatie en Toerisme (2000-2005): 436 – Creool

#### DA'91 (1)
- Winston Jessurun, chirurg: 415 – Creool

#### PL (6)
- Raymond Sapoen: 5.227 – Javaan (Opgevolgd door Martha Djojoseparto op 20 september 2010 – Javaan)
- Paul Somohardjo: 5.023 – Javaan
- Hendrik Sakimin: 3.293 – Javaan
- Soetimin Marsidih: 1.592 – Javaan
- Diepak Chitan: 1.311 – Hindoestaan
- Ronny Tamsiran: 645 – Javaan

### A-Combinatie (7)

#### BEP (4)
- Rudolf Zeeman: 1.942 – Marron
- Waldie Ajaiso: 1.238 – Marron
- Ronny Asabina: 932 – Marron
- Diana Pokie, onderwijzer: 576 – Marron

#### ABOP (3)
- Ronnie Brunswijk: 3.450 – Marron
- Walter Bonjaski: 694 – Marron
- Marinus Bee: 176 – Marron

#### DOE (1)
- Carl Breeveld: 7.488 – Creool

| Partij | Combinatie | Vrouwen | Mannen | Totaal | % Vrouwen |
| ------ | ---------- | ------- | ------ | ------ | --------- |
| NDP    | MC         | 3       | 15     | 18     | 16%       |
| KTPI   | MC         | 0       | 2      | 2      | 0%        |
| NS     | MC         | 0       | 2      | 2      | 0%        |
| PALU   | MC         | 0       | 1      | 1      | 0%        |
| VHP    | NF         | 0       | 8      | 8      | 0%        |
| NPS    | NF         | 1       | 3      | 4      | 25%       |
| SPA    | NF         | 0       | 1      | 1      | 0%        |
| DA'91  | NF         | 0       | 1      | 1      | 0%        |
| PL     | geen       | 0       | 6      | 6      | 0%        |
| BEP    | AC         | 1       | 3      | 4      | 25%       |
| ABOP   | AC         | 0       | 3      | 3      | 0%        |
| DOE    | geen       | 0       | 1      | 1      | 0%        |
| Totaal | Totaal     | 5       | 46     | 51     |           |